# 139 v.Chr.
139 v.Chr. is een jaartal volgens de christelijke jaartelling.

## Gebeurtenissen

### Europa
- In Hispania wordt Viriathus, de leider van de Lusitanische opstand, door een Romeinse spion vermoord.

### Griekenland
- De Griekse astronoom, Hipparchus, stelt de precieze lengte van een synodische maand vast en vormt een Latijnse kalender.

### China
- Keizer Han Wudi verovert uitgestrekte gebieden ten zuiden van de Jangtse-vallei, waaronder Vietnam. Trieu Vu Vuong, wordt een vazal en moet een tribuut betalen aan de Han-dynastie.

### Midden-Oosten
- De Romeinse senaat erkent joodse autonomie.

## Overleden
- Viriathus, leider van de Lusitaniërs (vermoord)